# Cortes de Lisboa de 1645-1646

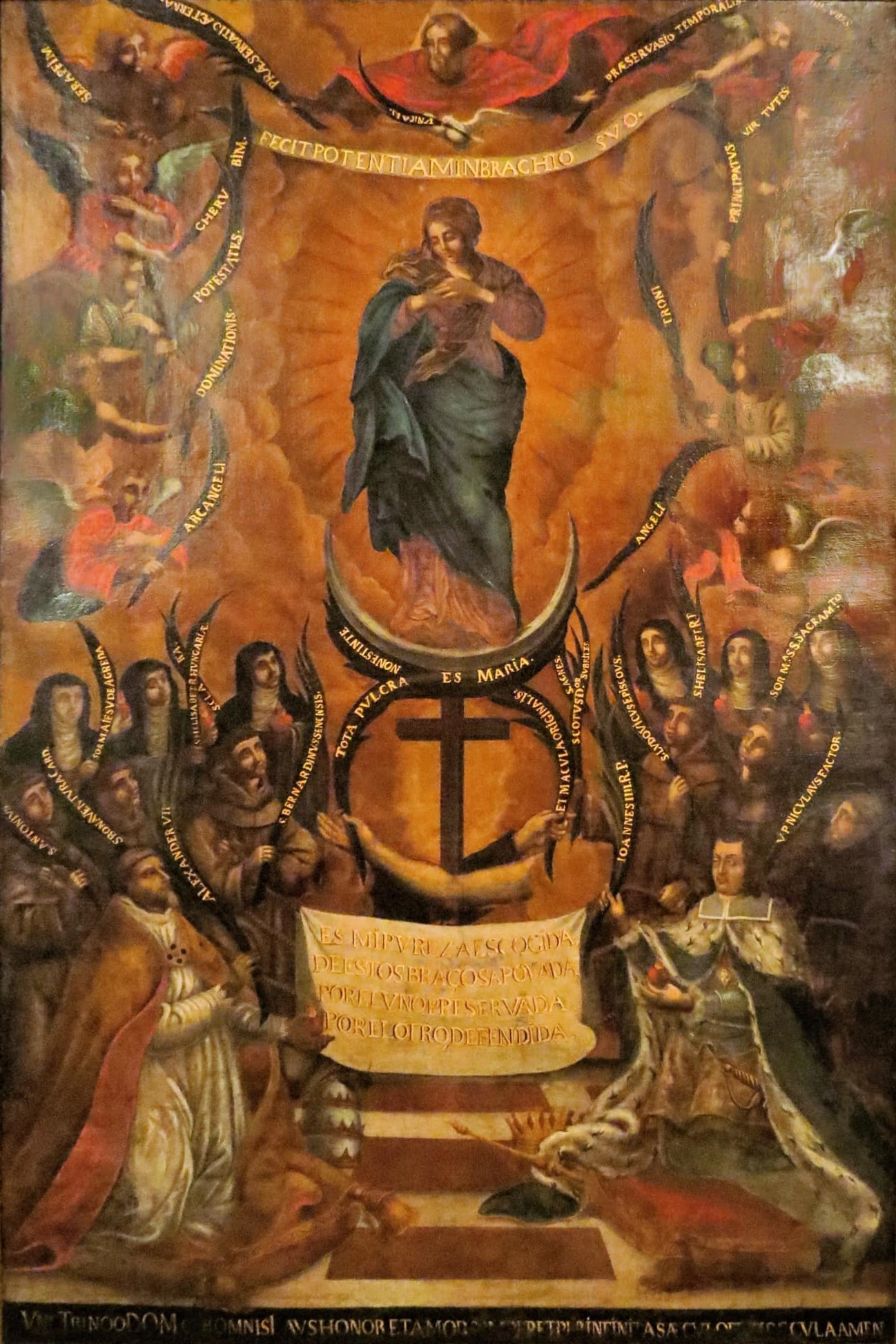
Alegoria da aclamação de Nossa Senhora da Conceição como Rainha e Padroeira de Portugal (Museu de Arte do Rio)

Durante as Cortes de Lisboa de 1645-1646 declarou el-Rei D. João IV que a Virgem Nossa Senhora da Conceição seria doravante a Rainha e Padroeira do Reino de Portugal, prometendo-lhe, em seu nome e dos Duques de Bragança, seus sucessores, o tributo anual de 50 cruzados de ouro. Ordenou o mesmo soberano que os estudantes na Universidade de Coimbra, antes de tomarem algum grau, jurassem defender a Imaculada Conceição da Mãe de Deus.

## Lista
- Cortes (política)
- Restauração da Independência